# Seifersbach
Seifersbach ist ein Ortsteil der Gemeinde Rossau im Landkreis Mittelsachsen (Freistaat Sachsen). Am 1. Januar 1992 wurde Seifersbach mit Schönborn-Dreiwerden zur Gemeinde Schönborn-Dreiwerden-Seifersbach vereinigt, die am 1. Januar 1999 ein Teil der Gemeinde Rossau wurde.

## Geografie

### Geografische Lage
Seifersbach liegt auf einer Hochfläche zwischen dem Tal der Zschopau im Westen und dem Rossauer Wald im Osten. Im Norden des Orts befindet sich das Oberbecken des 1988 stillgelegten Pumpspeicherwerks Mittweida.

### Nachbarorte
| Neudörfchen          | Bürgerwald (zu Mittweida)                   | Niederrossau |
| Schönborn-Dreiwerden | Kompassrose, die auf Nachbargemeinden zeigt | Oberrossau   |
|                      | Sachsenburg, Irbersdorf                     |              |

## Geschichte

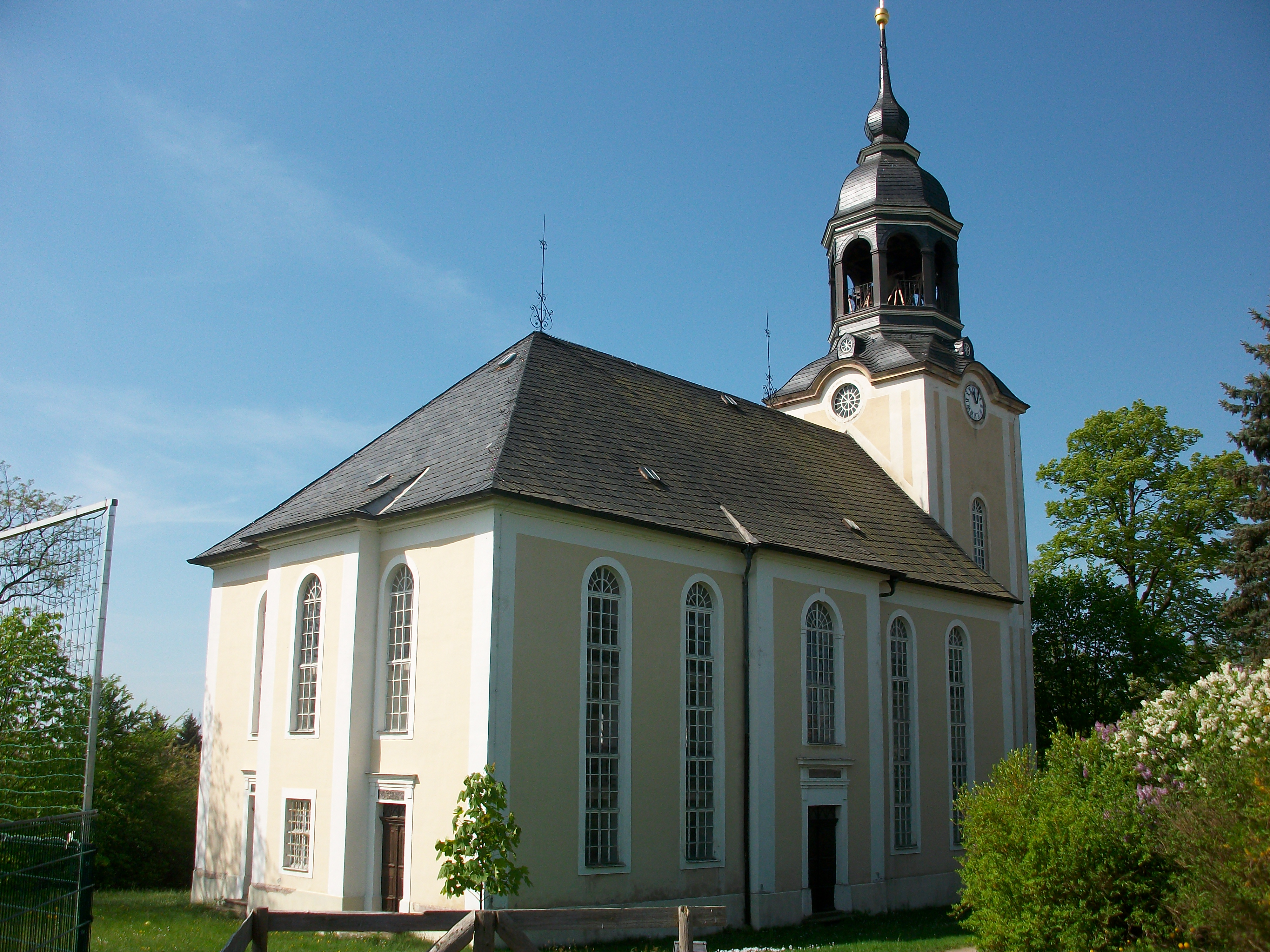
Kirche Seifersbach

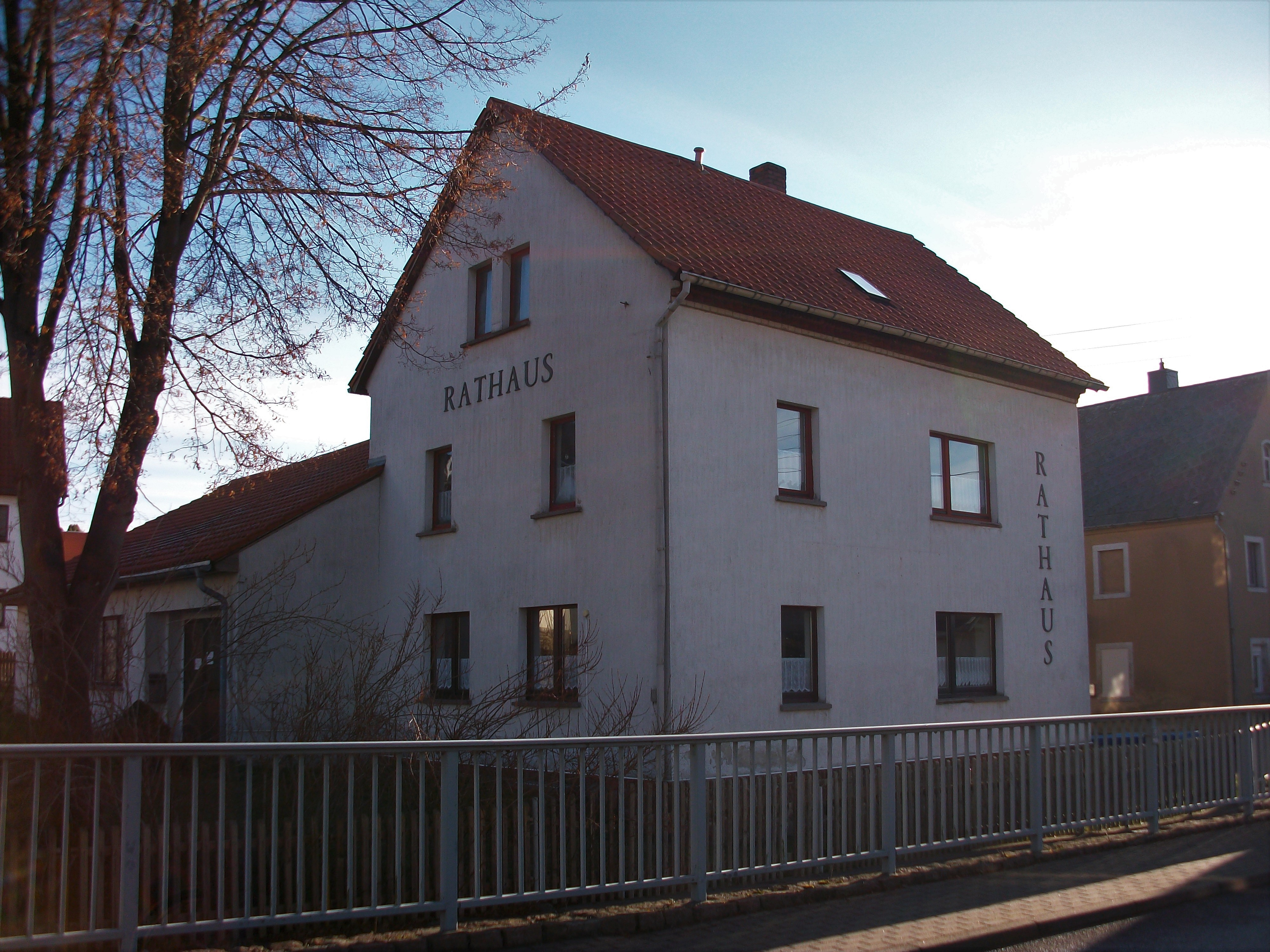
Rathaus Seifersbach

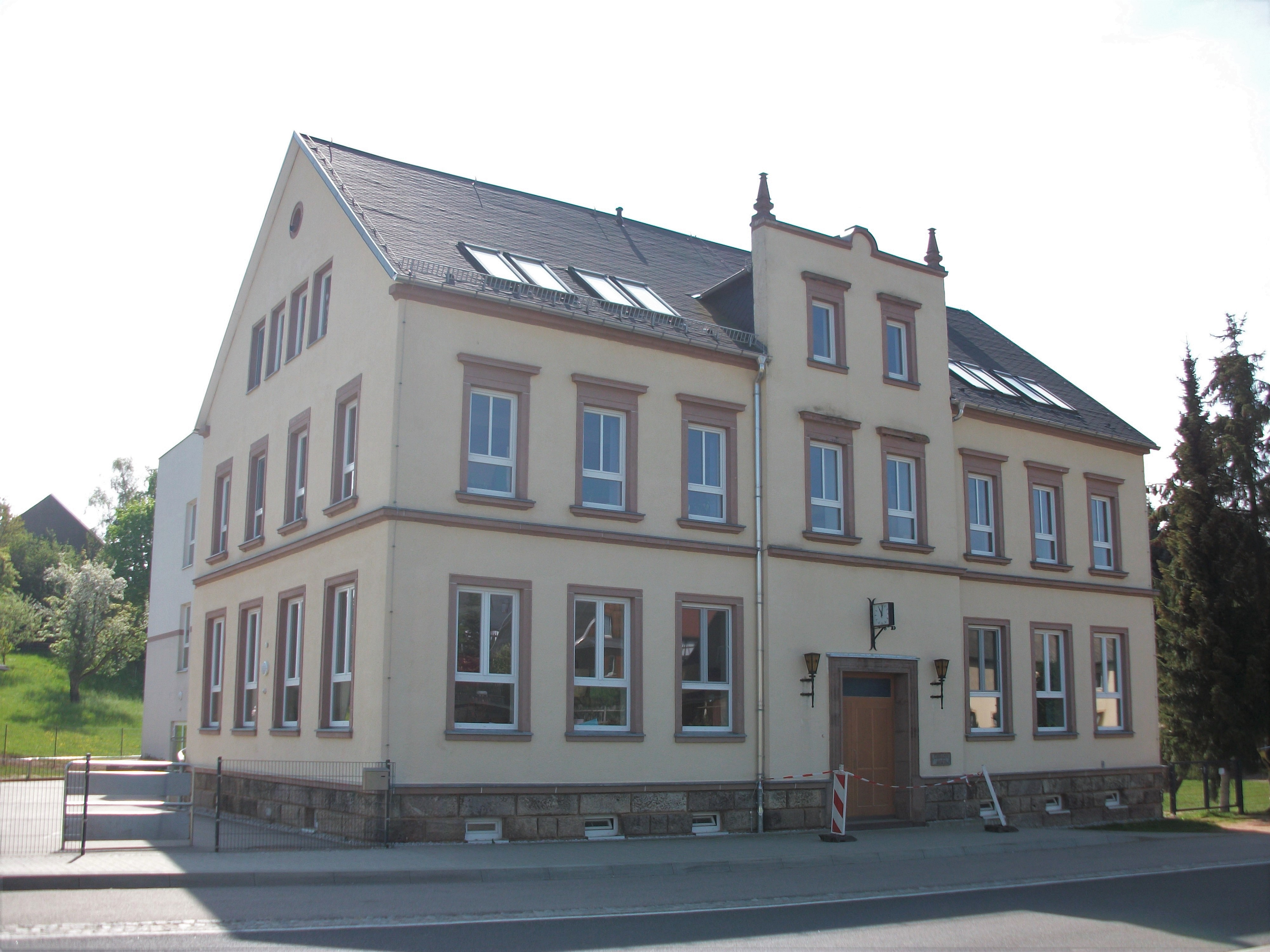
Grundschule Seifersbach

Seifersbach wurde im Jahr 1353 als „Sifridispach“ erwähnt. Der Ort gehörte um 1551 zur Grundherrschaft des Schlosses Sachsenburg an der Zschopau. Im Jahr 1610 kam Seifersbach mit dem Amt Sachsenburg durch Verkauf von den Herren von Schönberg an den sächsischen Kurfürsten Johann Georg I. Im Jahr 1633 wurden die Ämter Frankenberg und Sachsenburg zum Amt Frankenberg-Sachsenburg vereinigt. Seifersbach wurde im Jahr 1764 als Amtsdorf geführt. Zwischen 1826 und 1828 wurde die heutige Seifersbacher Kirche erbaut. Seifersbach war bis 1856 der nördlichste Ort des kursächsischen bzw. königlich-sächsischen Amts Frankenberg-Sachsenburg. Ab 1856 gehörte Seifersbach zum Gerichtsamt Mittweida und ab 1875 zur Amtshauptmannschaft Rochlitz.
Mit der zweiten Kreisreform in der DDR kam die Gemeinde Seifersbach im Jahr 1952 zum Kreis Hainichen im Bezirk Chemnitz (1953 in Bezirk Karl-Marx-Stadt umbenannt), der 1990 als sächsischer Landkreis Hainichen weitergeführt wurde und 1994 im Landkreis Mittweida bzw. 2008 im Landkreis Mittelsachsen aufging. Mit dem Zusammenschluss der Gemeinden Schönborn-Dreiwerden und Seifersbach entstand am 1. Januar 1992 die Gemeinde Schönborn-Dreiwerden-Seifersbach, die am 1. Januar 1999 nach Rossau eingemeindet wurde. Im Ortsteil Seifersbach befindet sich die Grundschule der Gemeinde Rossau.